# بادیمو
بادیمو (در زبان تسوانا به‌معنای اجداد)، نام یکی از مذاهب بومی سنتی آفریقا است که در بوتسوانا رواج دارد. گرچه در اطلاعات‌نامه جهان آمده که ۶۰ درصد از بوتسوانایی‌ها پیرو بادیمو استند، اما اکثریت ایشان پیرو حداقل یکی از آیین‌هایی‌اند که بادیمو تلقی می‌شوند حتی اگر ایشان پیروان سخت‌باورمند مذهبی دیگر نیز باشند.
اگرچه اصطلاح «بادیمو» برگردان «اجداد» است بااین‌همه به‌طور دقیق دلالت بر «کسانی که اینک مرده‌اند» نمی‌دارد بلکه بیشتر «مردگان زنده» از مفهوم آن مستفاد می‌شود؛ در جهان‌بینی سنتی آفریقایی، اجداد متوفی به‌طور جدی در زندگی روزمرهٔ قبیله و افراد آن حضور دارند.